# 艾維斯·普里斯萊被選入的名人堂列表
艾維斯·普里斯萊被星光大道和名人堂及相關榮譽機構選入的列表
1. 搖滾名人堂[1]
2. 鄉村音樂名人堂[2]
3. 洛卡比里名人堂（英语：Rockabilly Hall of Fame）[3][4]
4. 福音音樂名人堂（英语：Gospel Hall of Fame）.[5]
5. 鄉村酒吧名人堂[6][7]
6. 密西西比州音樂家名人堂（英语：Mississippi Musicians Hall of Fame）.[8]
7. 密西西比州名人堂
8. 官方節奏藍調名人堂博物館
9. 英國音樂名人堂（英语：UK Music Hall of Fame）.[9]
10. 流行歌曲名人堂（英语：John Rook#Hit Parade Hall of Fame）.[10]
11. 聖誕歌曲名人堂[11]
12. 411音樂名人堂[12]
13. 難忘音樂名人堂[13]
14. 美式空手道名人堂
15. 武術名人堂[14]
16. 美國流行樂名人堂 [15][16]
17. 密西西比州星光大道
18. 好萊塢星光大道[17]
19. 星光拉斯維加斯大道（英语：Las Vegas Walk of Stars）[18][19]